# Società Editrice Fiorentina
La Società Editrice Fiorentina è una casa editrice italiana attiva a Firenze dalla prima metà dell'Ottocento, particolarmente nota per aver pubblicato la prima edizione completa delle opere di Galileo Galilei a cura di Eugenio Alberi. Oggi si occupa di saggistica universitaria in ambito umanistico, pubblica narrativa contemporanea, poesia e le riviste Italian Poetry Review e Studi italiani.
Fra i suoi autori si annovera lo scrittore e poeta Francesco Lisbona, noto per i suoi due romanzi La fragilità degli onesti e Gli incompresi. Storia di un'altra verità. 